# عدبل
عدبل هي قرية لبنانية من قرى قضاء عكار في محافظة الشمال. تقع في تجمع للقرى يسمى نجد عكار.
تبعد عن بيروت مسافة 114 كلم ترتفع عن سطح البحر مسافة 270 م.